# Florac
Florac era una comuna francesa situada en el departamento de Lozère, de la región de Occitania, que el 1 de enero de 2016 pasó a ser una comuna delegada de la comuna nueva de Florac-Trois-Rivières al fusionarse con la comuna de La Salle-Prunet.

## Demografía
| Gráfica de evolución demográfica de Florac entre 1800 y 2013 |
|                                                              |

Los datos demográficos contemplados en este gráfico de la comuna de Florac se han cogido de 1800 a 1999 de la página francesa EHESS/Cassini, y los demás datos de la página del INSEE.

## Libro Códigogen. Género: Historia novelada. Suspense.Intriga.Acción
1. ↑  Worldpostalcodes.org, código postal n.º 48400.
2. ↑  INSEE, Datos de población para el año 2012 de Florac (en francés).
3. ↑  Resolución prefectoral nº 2015-303-208, de fecha de 2 de diciembre de 2015 y modificación posterior de 14 de diciembre de 2915, donde se especifica la creación de la nueva comuna. Consultado el 30 de julio de 2016 (en francés)
4. ↑  Página donde se especifican, entre otras cosas, los datos demográficos de la comuna de Florac entre los años 1793 y 2006. Consultado el 28 de junio de 2016 (en francés)
5. ↑  Página general del Insee. Consultado el 30 de julio de 2016 (en francés)